# Cyrtolobus arcuata
Cyrtolobus arcuata är en insektsart som beskrevs av Emmons. Cyrtolobus arcuata ingår i släktet Cyrtolobus och familjen hornstritar. Inga underarter finns listade i Catalogue of Life.